# Dialekt ostrobotnicki języka szwedzkiego
Dialekt ostrobotnicki języka szwedzkiego (österbottniska) – odmiana fińskiego języka szwedzkiego używana w fińskim regionie Ostrobotnia. Przykładowymi dialektami są Närpes i Vörå.

Ostrobotnia na mapie Finlandii